# Colentina

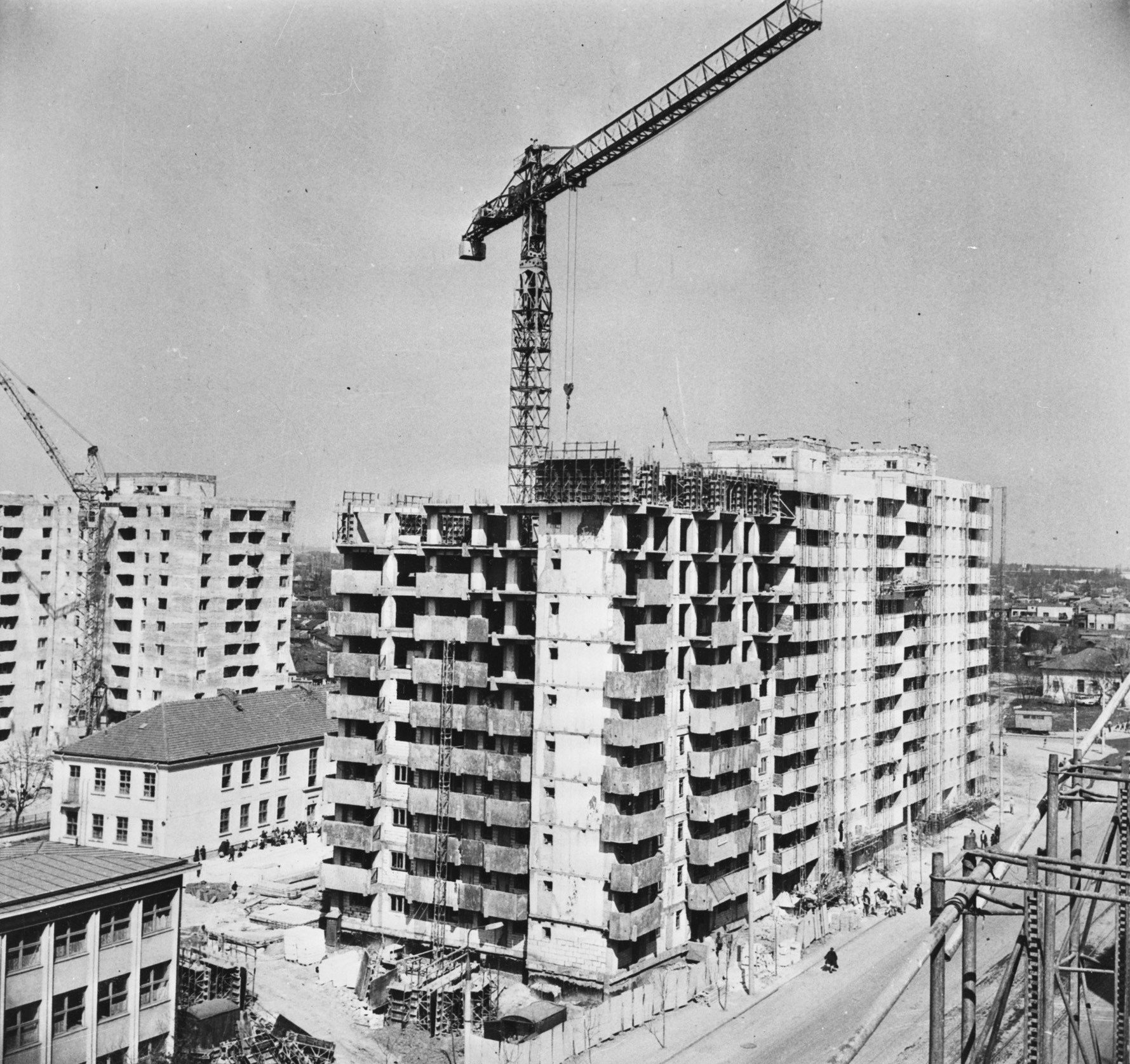
Flatgebouwen in aanbouw in mei 1977

Colentina is een wijk in sector 2, in het noordoosten van de Roemeense hoofdstad Boekarest. De wijk ligt tegen het gelijknamige boulevard aan. Lokale volksetymologie zegt dat Colentina komt van "colea-n-tină" (daar, in de modder). Dit was ook het antwoord dat een kapitein gaf aan Matei Basarab die vroeg waar de kapitein het Turkse leger had verslagen.
Men is bang dat er vogelgriep zal uitbreken aan de meren waar Colentina aan ligt.
Districten: Sector 1 · Sector 2 · Sector 3 · Sector 4 · Sector 5 · Sector 6

Wijken: Băneasa · Berceni · Centru Civic · Colentina · Cotroceni · Crângași · Dristor · Drumul Taberei · Dudești · Ferentari · Floreasca · Giulești · Iancului · Lipscani · Militari · Obor · Olteniţei · Pantelimon · Pipera · Rahova · Tei · Titan · Văcăreşti · Vitan